# Kerkhof van Linde
Het Kerkhof van Linde is een gemeentelijke begraafplaats in de gemeente Linde in het Franse Noorderdepartement. Het kerkhof ligt er rond de Sint-Vaastkerk in het dorpscentrum.

## Oorlogsgraven
Op het kerkhof bevinden zich een aantal Britse oorlogsgraven van gesneuvelden uit beide wereldoorlogen. Er liggen 3 geïdentificeerde graven, waarvan 2 uit de Eerste Wereldoorlog en 1 uit de Tweede Wereldoorlog. Daarnaast staat er nog een grafsteen voor enkele onbekende gesneuvelden. De graven worden onderhouden door de Commonwealth War Graves Commission. In de CWGC-registers is het kerkhof opgenomen als Lynde Churchyard